# أحمد النفيسي
أحمد يوسف عبد الله النفيسي مواليد دولة الكويت، كاتب صحفي ونائب سابق في مجلس الأمة الكويتي، في مجلس 1971 عن الدائرة السادسة القادسية وحصل علي ( 570 ) صوت، محتلا المركز الرابع ونجح بالانتخابات، ممثلا عن حركة التقدميين الديمقراطيين الكويتيين، وكان من مواقفه السياسية اثناء عضويته طرح الثقة بوزير المالية والنفط عبد الرحمن العتيقي عام 1974، إضافة الي تأييده لاستجواب وزير التجارة والصناعة خالد سليمان العدساني في مجلس 1974 بسبب ارتفاع الأسعار وتطبيق قانون الشركات والتراخيص التجارية والصناعية، تولي سابقا منصب رئيس تحرير جريدة الطليعة.